# Coronarctus tenellus
Coronarctus tenellus is een soort in de taxonomische indeling van de beerdiertjes (Tardigrada). 
Het diertje behoort tot het geslacht Coronarctus en behoort tot de familie Coronarctidae. De wetenschappelijke naam van de soort werd voor het eerst geldig gepubliceerd in 1974 door Renaud-Mornant.